# Tahmina Planitia
La Tahmina Planitia è una struttura geologica della superficie di Venere.